# Мала конституція 1919 року
Мала конституція (пол. Mała Konstytucja) — вживана у політичній та науковій термінології назва одностайно ухваленої 20 лютого 1919 року Постанови Законодавчого сейму у справі довірення Юзефові Пілсудському дальшого виконання функцій Начальника держави. Один із перших законодавчих актів незалежної Польщі новітнього часу. Характерною рисою Малої конституції була її тимчасовість і неповнота — неврегульованими нею залишилися основні принципи політичного, соціально-економічного устрою, перелік прав і свобод громадян. Відсутнім було означення державного ладу і часу дії даної постанови. 
Документ складався із двох частин. У  першій — сейм відзначив, що взяв до відома заяву Ю. Пілсудського й висловив йому подяку за службу вітчизні. У другій, яка містила вступ і п’ять пунктів, було зазначено, на яких засадах сейм доручає Пілсудському подальше виконання функцій Начальника держави до моменту «законного прийняття такого змісту Конституції, який принципово визначить правила організації верховної влади у Польській державі».
Мала конституція впроваджувала у Польщі систему правління, в якій сейм очолив усі інші органи державної влади, роль яких зводилася до своєрідного виконавчого комітету парламенту, позбавленого власних, незалежних від парламенту повноважень. Фактично, диктатуру Начальника держави змінювало, принаймні теоретично, всевладдя сейму. Щоправда, у Польщі більшість депутатів, які схвалили Малу конституцію, вважали її тимчасовою і короткотривалою. 
Мала конституція встановлювала змішану парламентсько-президентську політичну систему, яка надавала Ю. Пілсудському суттєві повноваження у важливих сферах діяльності держави, що особливо чітко простежувалося на прикладі східної політики Польщі. Водночас, вона фактично підпорядковувала Начальника держави сейму. Формально Ю. Пілсудський погодився, забезпечивши собі свободу дій у військовій сфері. Попри це ставлення його до конституції було критичним. Начальник держави не дозволив підпорядкувати себе палаті. Однак змушений був іти на певні компроміси, коли йшлося про скликання чи відставку кабінетів, питання внутрішньої і зовнішньої політики. У законодавчій сфері основну роль відігравав сейм.
Мала конституція 1919 р. з кількаразовими доповненнями діяла і після прийняття основного закону країни 17 березня 1921 р., до часу формування верховної влади Польської Республіки у грудні 1922 р. Прийнятий документ розв’язував основоположні питання державного життя, торував польський шлях парламентської демократії, відіграючи роль, по суті, першої конституції відродженої Польщі. Наявність її була однією з істотних ознак суверенності держави.

## Права і обмеження Начальника держави
- Начальник держави на підставі «угоди з Сеймом» призначав уряд.
- Начальник держави i уряд були підзвітні Сейму.
- Начальник держави позбавлявся законодавчої ініціативи.
- Начальник держави не мав права розпускати парламент.
- Правові акти, які видавав Начальник держави, потребували контрасигнації відповідного міністра.